# Hera Björk Þórhallsdóttir
Hera Björk Þórhallsdóttir, mest känd som Hera Björk, är en isländsk sångerska, född 29 mars 1972 i Reykjavik på Island.

## Eurovision Song Contest
Hera Björk stod i kören för de isländska bidragen i Eurovision Song Contest 2008 och 2009; This is My Life med Euroband respektive Is It True? med Yohanna.
2009 deltog hon även i den danska uttagningen till tävlingen med bidraget Someday. I finalen kom hon tvåa efter Niels Brinck och hans Believe Again. Someday kom senare under året att vinna OGAE Second Chance Contest.
2010 ställde hon upp i den isländska uttagningen med bidraget Je ne sais quoi, skrivet av Örlygur Smári och henne själv. Vid finalen i Reykjavik den 6 februari stod hon som vinnare och blev därmed Islands representant i Eurovision Song Contest 2010 i Oslo. I Oslo kom hon på en tredje plats i semifinalen och i finalen slutade hon på en nittonde plats.
År 2024 vann Hera Björk den isländska uttagningen igen, med låten Scared of Heights. Därmed fick hon representera Island i Eurovision Song Contest 2024 i Malmö. Bidraget kom på sista plats i sin semifinal och kvalificerade sig därför inte till finalen.

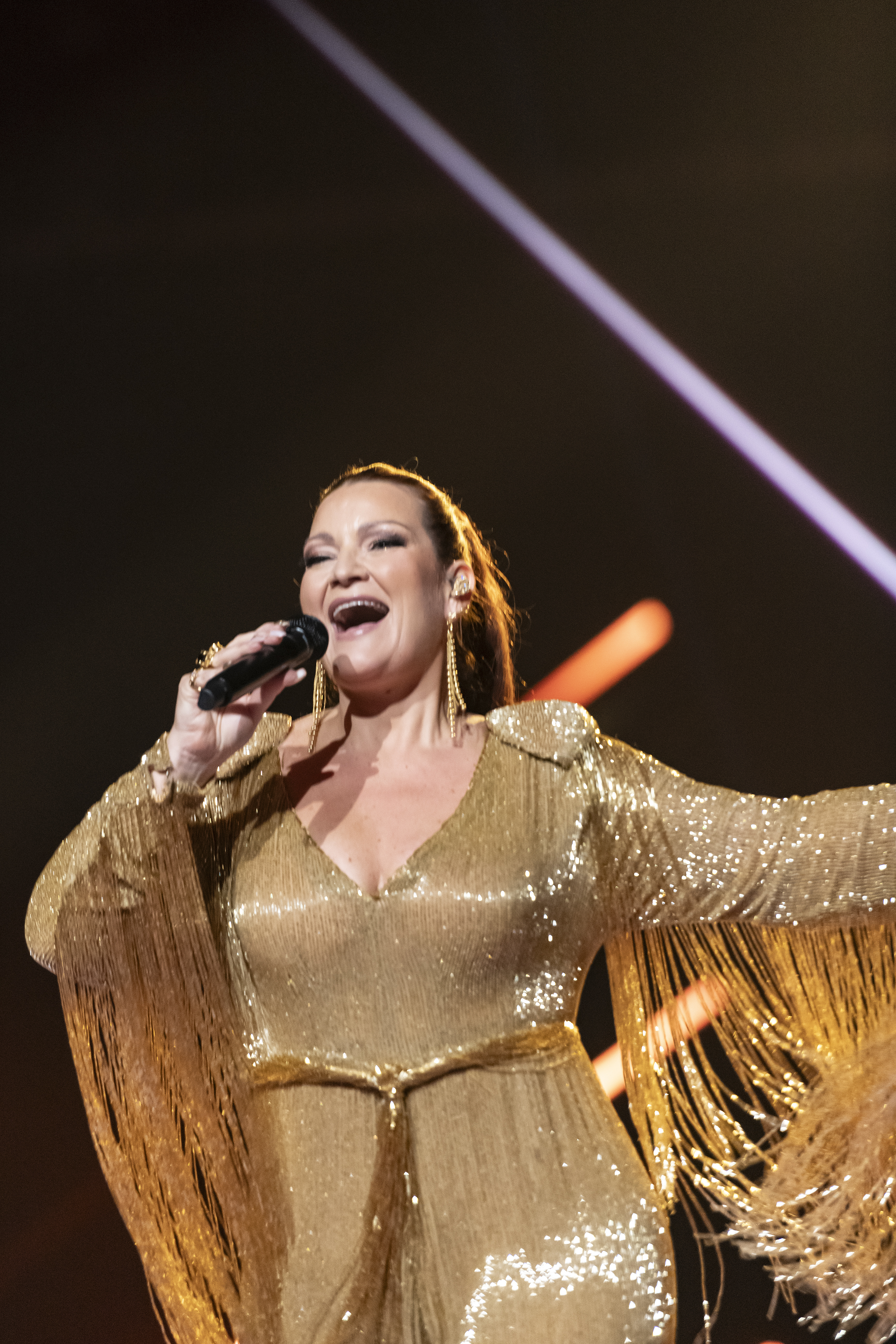
Hera Björk Eurovision Song Contest 2024 Malmö Final dress rehearsal.
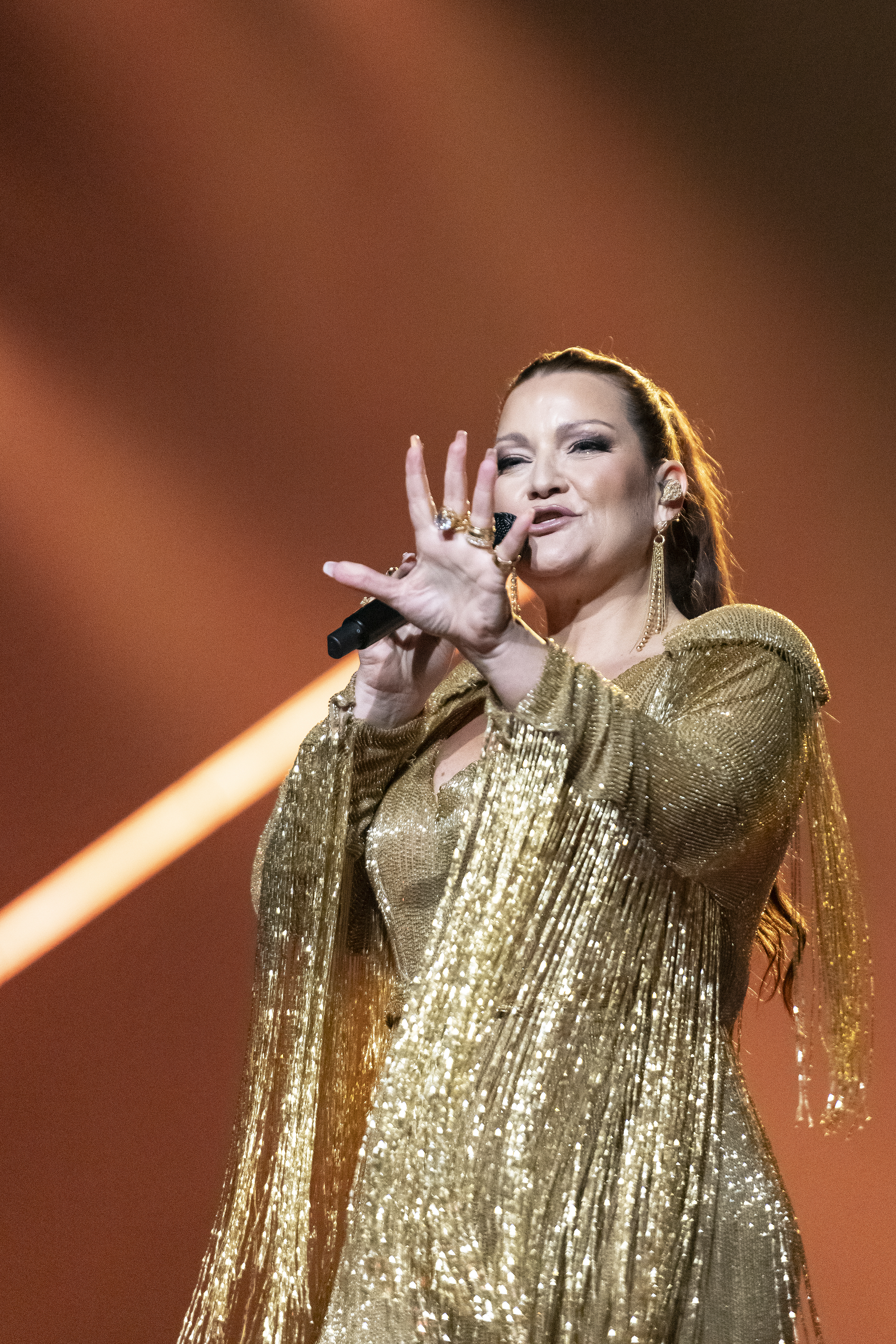
Hera Björk Eurovision Song Contest 2024 Malmö Final dress rehearsal.
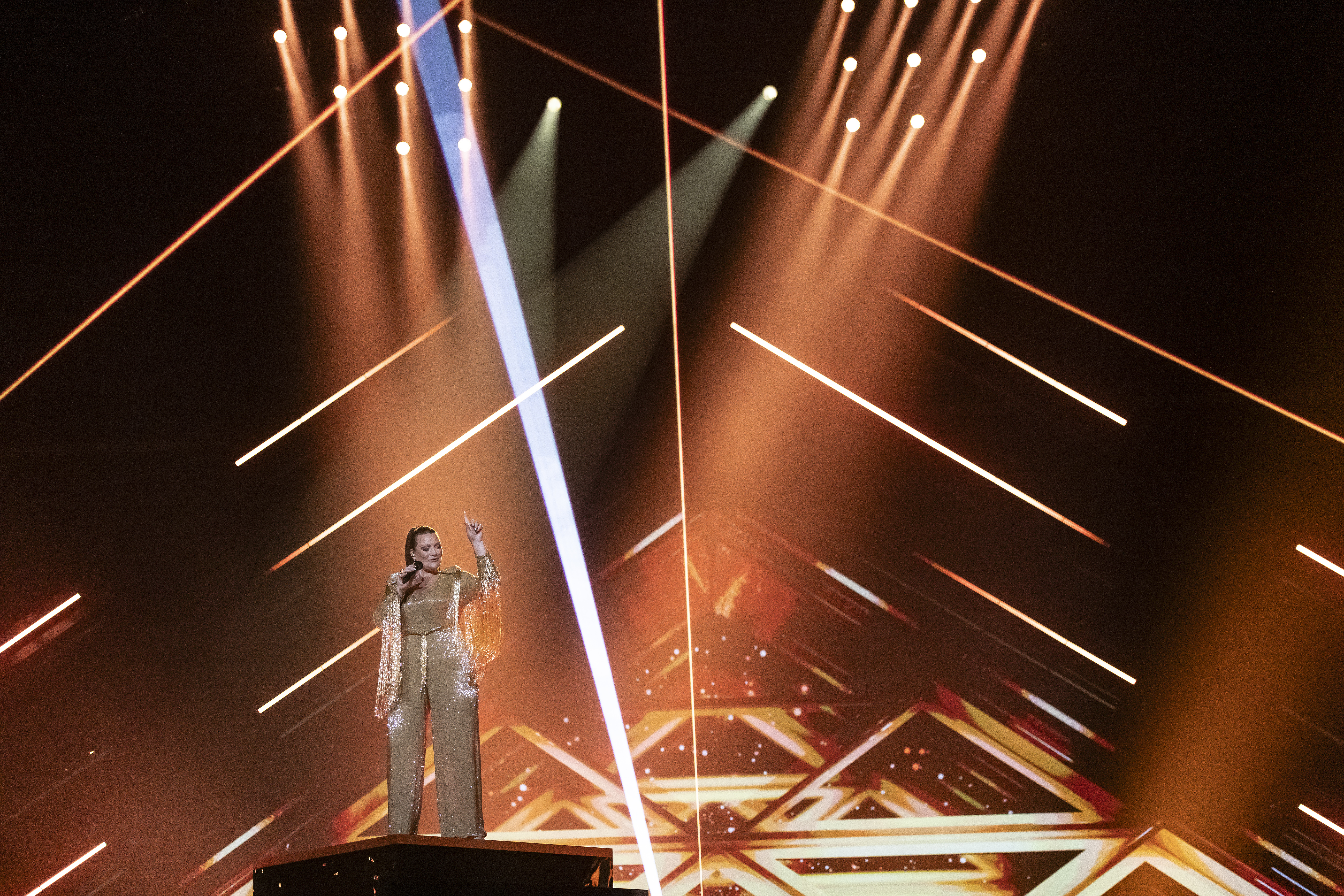
Hera Björk Eurovision Song Contest 2024 Malmö Final dress rehearsal.
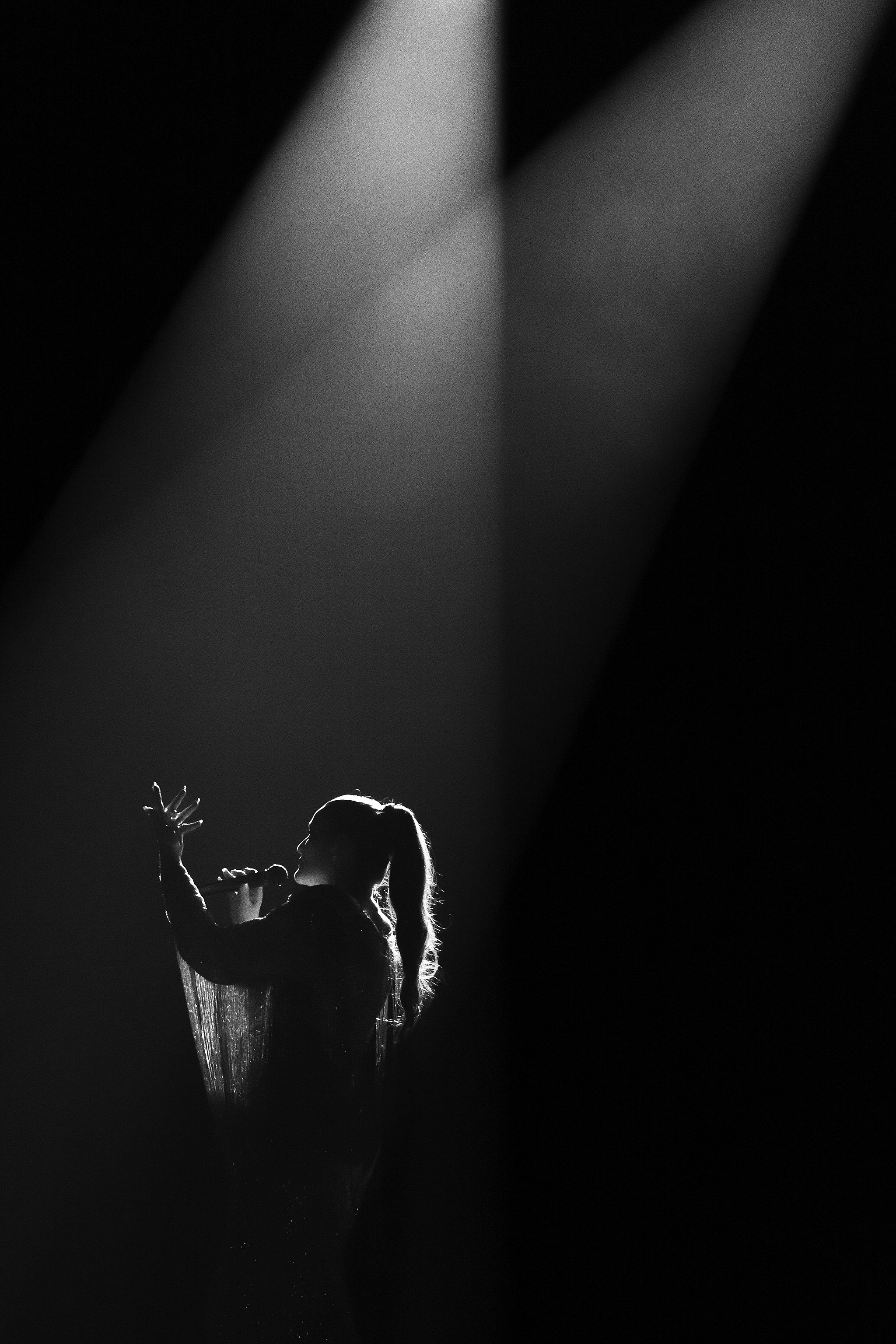
Hera Björk Eurovision Song Contest 2024 Malmö Final dress rehearsal.
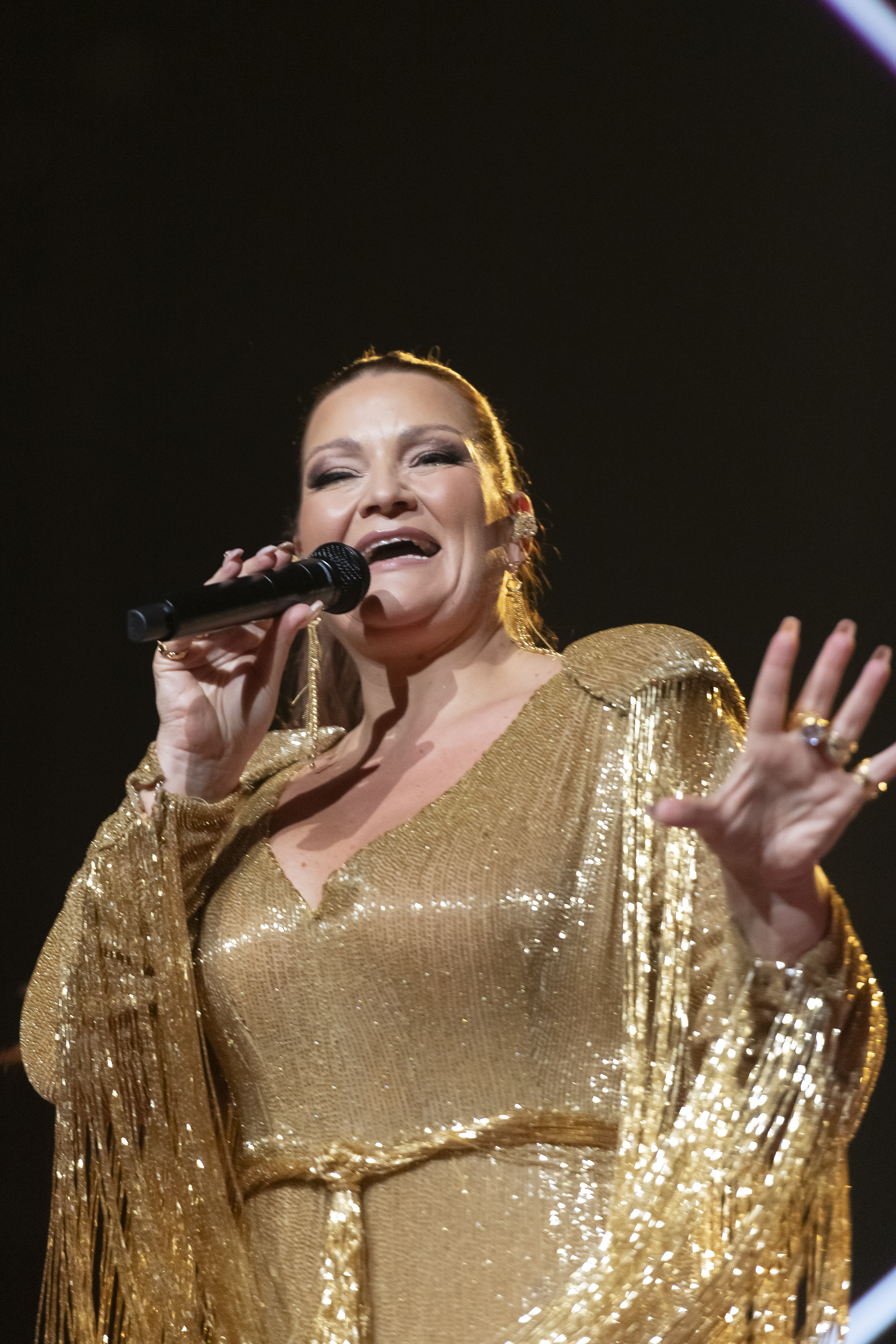
Hera Björk Eurovision Song Contest 2024 Malmö Final dress rehearsal.